# Callicebus vieirai
Callicebus vieirai (syn. Plecturocebus vieirai) är en art i släktet springapor som förekommer i Brasilien. Artepitetet i det vetenskapliga namnet hedrar zoologen Carlos Octaviano da Cunha Vieira som var ansvarig för däggdjurssamlingen vid ett museum i São Paulo.
Individerna når i genomsnitt en kroppslängd (huvud och bål) av 31 cm och en svanslängd av 46 cm. En individ vägde 955 g. Bakfötterna är 9 cm långa och öronen är 3 cm stora. Pälsen på ovansidan har en ljus gråbrun färg med hår som har olikfärgade avsnitt vad som ger ett spräckligt utseende. Arten har vita händer, vita bakfötter och en vit svansspets. På extremiteternas insida samt på undersidan är pälsen ljus orange. Kännetecknande är en krans av vita hår kring ansiktet. Ansiktet själv är nästan naken och svart. Den nära besläktade arten Callicebus moloch har en intensivare orange färgteckning. Hos Callicebus cinerascens är ovansidan mer rödbrun och kransen kring ansiktet grå.
Exemplar av aren registrerades vid Rio Iriri i delstaterna Pará och Mato Grosso. Andra individer hittades i kommunen Colíder och vid Xingufloden. Arten lever där i kulliga områden. Individerna vistas i regnskogar där träden vanligen är upp till 20 meter höga. Ett fåtal träd når en höjd av 35 meter.
Beståndet hotas av skogsröjningar när skogen omvandlas till jordbruksmark, betesmark, trafikvägar eller samhällen. Populationens storlek är okänd. IUCN listar arten med kunskapsbrist (DD).